# Ipomoea eriocarpa
Espèce
Ipomoea eriocarpa est une espèce de plantes dicotylédones de la famille des Convolvulaceae, tribu des  Ipomoeeae, originaire des régions tropicales et subtropicales de l'Ancien Monde. Ce sont des plantes herbacées annuelles, à port grimpant ou prostré, aux tiges volubiles, pubescentes ou hispides, pouvant atteindre 2 mètres de long. Les fleurs, petites (7 à 9 mm de diamètre), à corolle campanulée, sont roses à violacées. Les feuilles sont consommées comme un légume cuit en Afrique et en Inde. La plante, qui se multiplie exclusivement par graines, est une mauvaise herbe des cultures très fréquente en Afrique dans la zone sahélo-soudanienne.

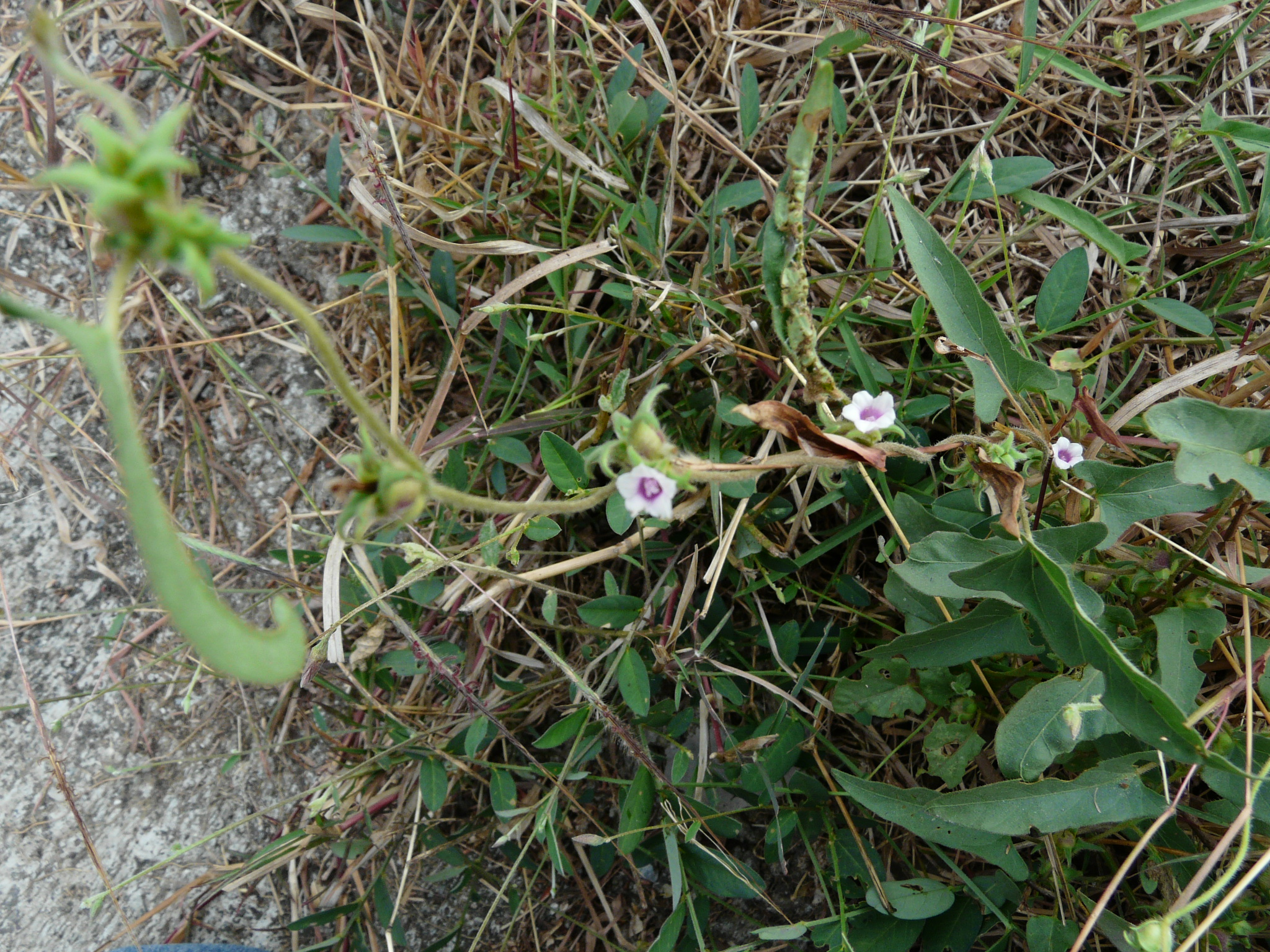
Aspect général de la plante.

## Synonymes
Selon The Plant List (15 décembre 2019) :
- Convolvulus eriocarpus (R. Br.) Spreng.
- Convolvulus hispidus Vahl
- Convolvulus sessiliflorus (Roth) Spreng.
- Ipomoea hispida (Vahl) Roemer & Schultes[2]
- Ipomoea horsefieldiana Miq.
- Ipomoea ligulata Bojer
- Ipomoea sessiliflora Roth
- Jacquemontia thomensis Henriq.